# Robledo (Albacete)
Robledo es un municipio español de la provincia de Albacete, en la comunidad autónoma de Castilla-La Mancha. Sus tres núcleos de población (Robledo, El Cubillo y Los Chospes) se encuentran junto a la carretera N-322. El término municipal tiene una población de 393 habitantes (INE 2024).

## Geografía
Ubicado en el sureste de la península ibérica, está integrado en la comarca de Sierra de Alcaraz y se sitúa a 68 km de la capital provincial. El término municipal está atravesado por la carretera nacional N-322, entre los pK 285 y 302, además de por las carreteras autonómicas CM-320, que conecta con Viveros, y CM-3133, que se dirige hacia El Ballestero.
Robledo se sitúa entre las primeras estribaciones de la sierra de Alcaraz y los Campos de Montiel, entre el llano y la montaña. La altitud oscila entre los 1112 m al sureste, en el límite con Peñascosa, y los 890 m a orillas del río del Jardín. El pueblo de Robledo se alza a 1040 m sobre el nivel del mar.  
| Noroeste: El Ballestero | Norte: El Ballestero     | Nordeste: Alcaraz (exclave)        |
| Oeste: Viveros          |                          | Este: Alcaraz (exclave) y Masegoso |
| Suroeste: Alcaraz       | Sur: Alcaraz y Peñascosa | Sureste: Peñascosa                 |

La vegetación es muy intensa y colorida y los pastos se mezclan con campos amarillentos de cereales para crear un paisaje extraordinario. No posee grandes cuencas hidrográficas, destacando el río del Cubillo, afluente del Júcar. Otros pequeños arroyos vierten sus aguas en el río Guadalmena, afluente del Guadalquivir. Hay que destacar los humedales "Laguna del Arquillo" y "Laguna Ojos de Villaverde". En su territorio nace también el río del Jardín, que cruza el término en paralelo a la carretera nacional. 
El entorno natural de Robledo es un centro de localización natural extremadamente rico en flora y fauna (sierra de Alcaraz), en el cual podemos encontrar desde especies de lo más común en la región mediterránea, como el gato montés o la jineta, a otras únicas en todo el mundo y en grave peligro de extinción, como la cabra montés ibérica, que en este espacio pueden hallarse con relativa facilidad. Predomina la vegetación de monte bajo de matorrales, tomillo, romero, espliego. También predominan los bosques de robles, encinas y sabinas. En la actualidad se está realizando la reforestación de pinos para evitar su pérdida y la erosión del terreno.

## Historia
Se han encontrado vestigios paleolíticos en Fuente Aparicio y en Villaverde. Más restos se han encontrado, sin embargo, procedentes del Neolítico. Objetos de piedra pulimentada en El Charcón, al norte del término municipal, y en los humedales cercanos al Campillo, y en El Arquillo. En este punto se encuentran unas pinturas rupestres de gran maestría, ejecutadas en un único color, el rojo. Destacan un pez y un gran ciervo, éste con una impresionante cornamenta en la que se pueden contar 16 puntas, lo que le da una sensación de majestuosidad y fuerza.

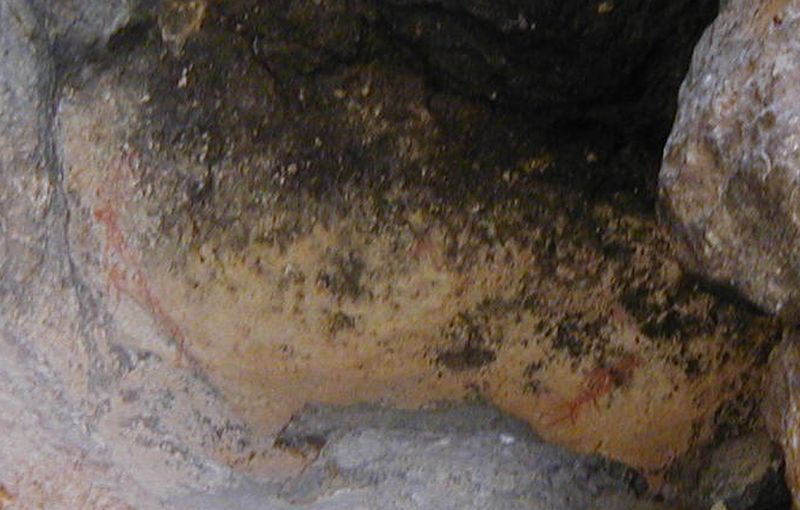
Pinturas rupestres en el Arquillo, se aprecian el ciervo y el pez.

También se han documentado asentamientos de la Edad del Bronce. En concreto, también en la laguna del Arquillo se puede vislumbrar una motilla ubicada entre las dos cubetas del complejo lagunar. Su función se desconoce, aunque se han encontrado fragmentos de cerámica. Pequeños reductos similares se pueden observar en otros yacimientos, como el de la vega de las Torrenteras. Pero el de mayor tamaño es el del Castillico, situado en el extremo sudoriental del término. En ese lugar, hace unos 3.000 años se ubicaba una pequeña comunidad que cultivaba las huertas próximas, a las que se accedía por alguna abertura en la pequeña muralla que rodeaba la periferia del poblado. Entre las hierbas que lo cubren han aparecido pequeños cascotes de vasijas, elaboradas con una cerámica basta.
Del primer milenio a. C. aparecen restos de pobladores iberos, que realizan intercambios comerciales a través del conocido como "Camino de Aníbal" o "Vía Augusta", una vía de gran importancia, ramal interior del antiguo camino entre la costa mediterránea y Andalucía, que continuó utilizándose durante la Edad Media, y que discurría a escasos kilómetros de los pequeños y numerosos asentamientos. Por ahí llegaron productos griegos, como los fragmentos de cerámica ática aparecidos en las Torrenteras; también pequeñas fusayolas y pesas de telar han aparecido en la Fuente Maguillo.
También por el Camino de Aníbal, hacia el siglo III a. C. llegan los romanos, pasando a formar parte de un territorio bien organizado, con administración y autoridades; las más cercanas de las cuales estaban en Libisosa, cerca de la actual Lezuza. Los establecimientos romanos se superponen, en la mayoría de los casos, sobre los anteriores ibéricos, siendo una continuidad. Restos romanos, como la terra sigillata se encuentran en el Vínculo, o en Villargordo, aunque algunas zonas antes pobladas se despueblan, como los alrededoers de la laguna del Arquillo.
Estando asentada la Pax Romana, el territorio, por razones desconocidas, entró en un lento declive, que fue un anticipo del que, poco después, asolaría a todo el Imperio de Occidente, a partir del siglo V, encontrándose en esa época la región bastante despoblada. Por otra parte, no se ha encontrado ningún fragmento del período visigodo, y escasos del periodo hispano-musulmán, por lo que hay un vacío de casi mil años de historia desconocida.
Las excepciones son, una presencia documentada, en la primera mitad del siglo IX de tropas musulmanas al mando de Abd al-Rahmán III, en las lagunas de Villaverde, donde acamparon en labores de defensa; y los restos ruinosos que se pueden apreciar en la Casa de Las Pulgas, que podría tratarse de una antigua atalaya en la frontera hispanomusulmana tras la toma de la ciudad de Toledo, pues se trata de una construcción de finales del siglo XI o principios del XII. Tiene una planta rectangular, varios pisos, y una considerable altura, lo que responde al prototipo de fortaleza aislada. Se han encontrado abundantes restos de cerámica.

## Demografía
Cuenta con una población de 393 habitantes (INE 2024).
| Gráfica de evolución demográfica de Robledo entre 1842 y 2021                                                         |
| |
| Población de derecho según los censos de población del INE. Población de hecho según los censos de población del INE. |

## Administración
Pertenece al partido judicial de Alcaraz. 
| Periodo   | Nombre                    | Partido                             |
| --------- | ------------------------- | ----------------------------------- |
| 1979-1983 | Antonio Romero Martínez   | UCD                                 |
| 1983-1987 | Bonifacio Sotos Herreros  | PSOE                                |
| 1987-1991 | David Cuerda García       | PSOE                                |
| 1991-1995 | David Cuerda García       | PSOE                                |
| 1995-1999 | David Cuerda García       | PSOE                                |
| 1999-2003 | David Cuerda García       | PSOE                                |
| 2003-2007 | David Cuerda García       | PSOE                                |
| 2007-2011 | David Cuerda García       | PSOE                                |
| 2011-2015 | Francisco José Díaz Bañón | PSOE                                |
| 2015-2019 | Josefa Bañón Alcantud     | PSOE                                |
| 2019-2023 | Cristian Cuerda González  | Ciudadanos-Partido de la Ciudadanía |

## Fiestas
Las fiestas mayores se celebran el 12 de octubre en honor a la Virgen del Pilar, con misa mayor en la iglesia de la Purísima Concepción, que fue reedificada por los feligreses en 1815.
También se festeja a San Antonio de Padua, el 13 de junio.

## Gastronomía
La gastronomía ha dado platos tan apreciados como el atascaburras, la tortilla de pan, el ajo grande o las collejas con chorizo y tocino, sin desdeñar las deliciosas y reconfortantes carnes a la brasa que se ofrecen en los establecimientos hosteleros.